# 牦牛羌
牦牛羌是以驯化牦牛、饲养牦牛，在日常生活中与牦牛密切相关，而以牦牛为图腾的一支羌人。牦牛羌在中国汉朝时期活动于四川邛崃山脉及大渡河一带，后又逐渐南迁四川汉源县；一部分牦牛羌进入青海省西南部及西藏东北部，称为唐牦部落。